# 全日本空手道選手権大会
全日本空手道選手権大会（ぜんにほんからてどうせんしゅけんたいかい）は、空手道の全日本大会である。様々な団体が同一名称で毎年大会を開催している。

## 全日本空手道連盟主催
全日本空手道連盟は、毎年12月第2土・日曜日に日本武道館などで開催している。競技は男女別の組手競技（無差別）の個人団体と個人形競技の計6種目が行われ、空手道日本一を決める大会である。2016年以降の競技日程は初日が団体戦、2日目は個人戦となっている。
組手競技は男女それぞれ各都道府県代表1名（東京都と大阪府は2名）、全日本実業団空手道連盟代表1名、全日本学生空手道連盟代表2名、全国高等学校体育連盟空手道専門部（高体連）代表1名、前年度優勝者1名の54名、形競技は北海道、東北、関東、北信越、東海、近畿、中国、四国、九州の9ブロックから各1名ずつと実業団連盟1名、学生連盟1名、高体連1名、前年度優勝者1名の13名のトーナメント方式で競われる。これとは別に全日本空手道団体形選手権も別途開催されている。組手個人優勝者には天皇盃および皇后盃（2016年以降）、団体戦優勝チームには内閣総理大臣杯が授与される。2016年の第44回大会には天皇明仁が臨席し、天覧試合として開催されたが、皇后美智子は病気のため欠席した。
大会の模様は2日目のみNHK Eテレで放映される。2016年までは中継録画だったが、2017年は生中継で放映された。

### 歴代優勝
| 年     | 男子個人組手                                                            | 女子個人組手 | 男子個人形 | 女子個人形   | 男子団体組手 | 女子団体組手 |
| ------ | ----------------------------------------------------------------------- | ------------ | ---------- | ------------ | ------------ | ------------ |
| 1969年 | 飯田紀彦                                                                | 未実施       | 未実施     | 未実施       | 東京A        | 未実施       |
| 1971年 | 大石武士                                                                | 未実施       | 未実施     | 未実施       | 大阪         | 未実施       |
| 1973年 | 村上邦夫                                                                | 未実施       | 未実施     | 斉藤とし子   | 東京         | 未実施       |
| 1975年 | 森俊博                                                                  | 未実施       | 未実施     | 山口和歌子   | 東京         | 未実施       |
| 1976年 | 浜口淳一郎                                                              | 宮野広征     |            | 山口和歌子   |              |              |
| 1978年 | 軽量級：松尾清忠 中量級：川人芳一 重量級：杉田隆二 無差別級：村瀬一三生 |              | 宮野広征   | 宇治田倫子   |              |              |
| 1979年 | 軽量級：松尾清忠 中量級：神門修 重量級：高桑直美 無差別級：村瀬一三生   |              | 小山正辰   | 中山三枝     |              |              |
| 1980年 | 軽量級：前田利明 中量級：西村誠司 重量級：太田英喜 無差別級：村瀬一三生 |              | 小山正辰   | 中山三枝     |              |              |
| 1981年 | 西村誠司                                                                | 田中園子     |            |              |              |              |
| 1982年 | 村瀬一三生                                                              | 小西智子     |            |              |              |              |
| 1983年 | 鈴木雄一                                                                | 今松充子     |            |              |              |              |
| 1984年 | 内田順久                                                                | 小西智子     |            |              |              |              |
| 1985年 | 内田順久                                                                | 小西智子     |            |              |              |              |
| 1986年 | 内田順久                                                                | 小西智子     |            |              |              |              |
| 1987年 | 西村誠司                                                                | 渡辺佐百合   |            |              |              |              |
| 1988年 | 清水裕正                                                                | 迫祐子       |            |              |              |              |
| 1989年 | 清水裕正                                                                | 河野慶子     |            |              |              |              |
| 1990年 | 清水裕正                                                                | 河野慶子     |            |              |              |              |
| 1991年 | 藤田清晴                                                                | 河野慶子     |            |              |              |              |
| 1992年 | 清水裕正                                                                | 迫祐子       | 阿部良樹   | 三村由紀     |              |              |
| 1993年 | 尾方弘二                                                                | 広瀬久美     | 阿部良樹   | 横山久美     | 未実施       | 未実施       |
| 1994年 | 国分利人                                                                | 広瀬久美     | 阿部良樹   | 横山久美     | 未実施       | 未実施       |
| 1995年 | 椎名志津男                                                              | 米田由公子   | 阿部良樹   | 三村由紀     | 未実施       | 未実施       |
| 1996年 | 国分利人                                                                | 米田由公子   | 阿部良樹   | 上農真理     | 未実施       | 未実施       |
| 1997年 | 藤井栄治                                                                | 米田由公子   | 阿部良樹   | 若井敦子     | 未実施       | 未実施       |
| 1998年 | 水月晃                                                                  | 鍋城泉       | 阿部良樹   | 若井敦子     | 未実施       | 未実施       |
| 1999年 | 水月晃                                                                  | 藤岡映里     | 阿部良樹   | 若井敦子     | 未実施       | 未実施       |
| 2000年 | 松崎沢宣                                                                | 迫祐美       | 土屋秀人   | 若井敦子     | 未実施       | 未実施       |
| 2001年 | 松崎沢宣                                                                | 平田悠野     | 土屋秀人   | 若井敦子     | 未実施       | 未実施       |
| 2002年 | 松崎沢宣                                                                | 小笠原万記   | 土屋秀人   | 若井敦子     | 未実施       | 未実施       |
| 2003年 | 松崎沢宣                                                                | 奥田優子     | 土屋秀人   | 若井敦子     | 未実施       | 未実施       |
| 2004年 | 松崎沢宣                                                                | 藤原菜希     | 土屋秀人   | 若井敦子     | 未実施       | 未実施       |
| 2005年 | 永木伸児                                                                | 本間絵美子   | 古川哲也   | 豊見城あずさ | 未実施       | 未実施       |
| 2006年 | 井渕智                                                                  | 藤原菜希     | 片田貴士   | 豊見城あずさ | 未実施       | 未実施       |
| 2007年 | 松久功                                                                  | 佐藤祐香     | 片田貴士   | 宇佐美里香   | 未実施       | 未実施       |
| 2008年 | 松久功                                                                  | 新井彩可     | 片田貴士   | 諸岡奈央     | 京都         | 東京         |
| 2009年 | 荒賀龍太郎                                                              | 宮本優       | 古川哲也   | 宇佐美里香   | 京都         | 東京         |
| 2010年 | 松久功                                                                  | 小林実希     | 大木格     | 宇佐美里香   | 京都         | 東京         |
| 2011年 | 荒賀龍太郎                                                              | 小林実希     | 大木格     | 宇佐美里香   | 京都         | 埼玉         |
| 2012年 | 松久功                                                                  | 小林実希     | 喜友名諒   | 宇佐美里香   | 京都         | 東京         |
| 2013年 | 香川幸允                                                                | 染谷香予     | 喜友名諒   | 清水希容     | 京都         | 東京         |
| 2014年 | 荒賀龍太郎                                                              | 染谷香予     | 喜友名諒   | 清水希容     | 京都         | 千葉         |
| 2015年 | 荒賀龍太郎                                                              | 植草歩       | 喜友名諒   | 清水希容     | 京都         | 京都         |
| 2016年 | 荒賀龍太郎                                                              | 植草歩       | 喜友名諒   | 清水希容     | 京都         | 千葉         |
| 2017年 | 渡邊大輔                                                                | 植草歩       | 喜友名諒   | 清水希容     | 京都         | 千葉         |
| 2018年 | 香川幸允                                                                | 植草歩       | 喜友名諒   | 清水希容     | 神奈川       | 千葉         |
| 2019年 | 五明宏人                                                                | 齊藤綾夏     | 喜友名諒   | 清水希容     | 大阪         | 千葉         |
| 2020年 | 崎山優成                                                                | 澤江優月     | 喜友名諒   | 大野ひかる   | （開催中止） | （開催中止） |
| 2021年 | 崎山優成                                                                | 齊藤綾夏     | 喜友名諒   | 大野ひかる   | 大阪         | 京都         |
| 2022年 | 崎山優成                                                                | 澤江優月     | 西山走     | 大野ひかる   | 香川         | 京都         |
| 2023年 | 安藤大騎                                                                | 永井カンナ   | 西山走     | 大野ひかる   | 香川         | 京都         |
| 2024年 | 嶋田力斗                                                                | 小堂利奈     | 西山走     | 東佐江子     | 岐阜         | 京都         |

## 国際空手道連盟極真会館主催
極真会館（松井館長）は、毎年11月に「オープントーナメント全日本空手道選手権大会」を開催している。「オープントーナメント」とは、極真会館以外の流派や団体に所属する人間も参加できるという意味である。基本的に組手と杉板の試割りが行われる。全日本選手権は無差別級だが、体重制を取り入れた「オープントーナメント全日本ウェイト制空手道選手権大会」も毎年開催している。なお、大会の模様は極真会館公式コンテンツ配信サービス『KYOKUSHIN ONLINE』で配信の他、BSフジで録画放映されていた。

## 全世界空手道連盟新極真会主催
新極真会は、原則として毎年10月に東京体育館などで開催している。選手権大会は無差別級のオープントーナメント方式で行われ、新極真会以外の流派や団体に所属する人間も参加できる。2006年の第38回大会からは女子の部も同時開催している。大会の模様はJ SPORTS『新極真魂』で放映他、新極真会のYouTube公式チャンネルでライブ配信もされている。

## 極真空手道連盟極真館主催
極真館は、毎年秋口に「全日本空手道選手権大会」を開催している。選手権大会は極真館にかかわらず、他派閥の極真カラテを含めた全ての他流派や団体に所属する者でも参加を受け入れる大会である。試合形式は、従来の手技による顔面攻撃を禁止したフルコンタクトルールでありながら、あくまで元来の空手を意識し手技顔面攻撃に対する間合いを保つことをルールに組み入れられている。このルールの確立によって、手技による顔面攻撃禁止によって問題となっていた弊害が取り除かれ、一本勝ちによる試合が増えた。

## 全日本極真連合会主催
全日本極真連合会は、毎年1月に「オープントーナメント全日本空手道選手権大会」を東京で開催している。「オープントーナメント」とは、極真連合会以外の流派や団体に所属する人間も参加できるという意味である。全日本選手権は無差別級だが、体重制を取り入れた「オープントーナメント全日本ウエイト制空手道選手権大会」も毎年6月に大阪で開催している。
なお、2023年からは分裂していた極真会館の派閥が集結し、統一で全日本大会を開催する。

## 国際大山空手道連盟主催
国際大山空手道連盟は、毎年11月に開催している。競技は軽量級、重量級、2005年より女子部、2006年より壮年部が加わり計4種目が行われる。

## 新日本空手道連盟正道会館主催
正道会館は、毎年9月に「全日本空手道選手権大会」を開催している。開催当初は「ノックダウンオープントーナメント」を謳い文句にリングを使用し、再延長時にはグローブをはめて顔面攻撃有りのルールを導入していた。現在では、いわゆるフルコンタクトルールによる体重別の大会へと変更されている。

## 国際空手拳法連盟白蓮会館主催
白蓮会館は、毎年11月に大阪府立体育会館第1競技場で開催されている。当初は「全日本拳法選手権大会」と少林寺拳法を源流に持つ大会名称だったが、現在では、「ファイティングオープントーナメント全日本空手道選手権大会」として、体重別（男子3階級、女子2階級）の大会が開催されている。